# Ozsváth Anna
Ozsváth Anna (Barót, 1955. április 14. –) erdélyi magyar pedagógiai író, helytörténész.

## Kutatási területe
A Székelyföld óvodatörténete, a népi kultúra óvodai ápolása.

## Életútja
A csíkszeredai Pedagógiai Líceum elvégzése (1976) után óvónő Kovásznán (1976-80), majd Sepsiszentgyörgyön (1981-90), ahol 1991-től a Benedek Elek Napközi Otthon igazgatónője. A Megyei Tükör és Művelődés munkatársa. Bibarcfalva népessége c. tanulmánya társadalomrajzi hitelességével és sokoldalúságával tűnt fel az 1982-es Korunk Évkönyvben. Kidolgozta a népszokások, népi játékok bevonásával kialakítható óvodai műsorok összeállításának módszertanát (1989), sorozatban megírta a székelyföldi óvodák történetét a Székely Újság hasábjain (1991), s a sepsiszentgyörgyi óvónőképző történetét a Háromszékben (1993. január 27.)

## Társasági tagság
- Kriza János Néprajzi Társaság